# Paul Aldridge
Paul Aldridge (sinh ngày 2 tháng 12 năm 1981) là một cầu thủ bóng đá người Anh thi đấu ở Football League cho Tranmere Rovers và Macclesfield Town. Bố của anh John là huấn luyện viên khi anh ở Tranmere.